# سونانگول

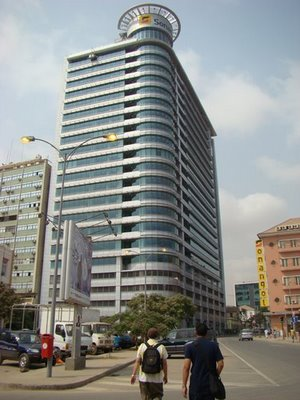
دفتر مرکزی شرکت سونانگول در لوآندا، آنگولا

سونانگول (به انگلیسی: Sonangol) یا گروه سونانگول (به پرتغالی: Grupo Sonangol) شرکت دولتی نفت و گاز آنگولایی است، که در سال ۱۹۶۷ توسط دولت این کشور تاسیس شد. هم‌اکنون حجم ذخایر قابل برداشت شرکت سونانگول بیش از ۵ میلیارد بشکه برآورد می‌شود. سونانگول همچنین مالکیت ۳۰ درصد از سهام شرکت نفت پرتغالی گالپ انرژیا را نیز در اختیار دارد.

## تاریخچه
ریشه‌های تأسیس شرکت نفت سونانگول به سال ۱۹۵۳ و راه‌اندازی شرکت آنگول به‌عنوان یک شرکت تابعه از شرکت نفت ساکور در کشور پرتغال بازمی‌گردد. در آستانه استقلال آنگولا از کشور پرتغال، که پس از برگزاری انتخابات و روی کار آمدن یک دولت دموکراتیک مدرن که در پی انقلاب میخک در پرتغال، در سال ۱۹۷۶ رخ داده بود، شرکت آنگول نیز ملی اعلام شد. سپس این شرکت به دو بخش تقسیم شد، که یکی سونانگول یوای‌ای و دیگری دایرکسائو ناسیونال دی پترولئوس نام گرفت. طبق بخشنامه شماره ۵۲/۷۶ دولت آنگولا؛ شرکت سونانگول به‌عنوان یک شرکت دولتی و به‌منظور مدیریت بر اکتشاف، استخراج، بازاریابی و فروش؛ نفت خام، گاز طبیعی و فراورده‌های نفتی در کشور آنگولا، از منابع و تجهیزات بر جای مانده از شرکت‌های تکزاکو، توتال، رویال داچ شل و موبیل راه‌اندازی شد. این شرکت فعالیت‌های تولید نفت خام را با کمک شرکت‌های سوناطراک؛ الجزایر و انی؛ ایتالیا آغاز نمود.

## سازمان
سونانگول در حال حاضر دارای بیش از ۳۰ شرکت تابعه می‌باشد. شرکت‌های تابعه سونانگول در خارج از آنگولا، در شهرهای زیر مستقر می‌باشند:
- برازاویل، کنگو
- هنگ کنگ، جمهوری خلق چین
- هیوستون، ایالات متحده آمریکا
  - سونانگول ایالات متحده آمریکا
  - شرکت سون‌یواس‌آ (SonUSA) که دفتر مرکزی آن در منطقه کریدور انرژی در شهر هیوستون قرار دارد. [۱]
- لندن، انگلستان
  - سونانگول بریتانیا که دفتر مرکزی آن، در کنزینگتون، لندن قرار دارد. [۲]
- سنگاپور

با رشد این شرکت، نیاز سونانگول به خدماتی مانند ارتباط از راه دور، پشتیبانی شبکه‌ها، حمل و نقل، مدیریت داده‌ها و لرزه نگاری مشهود بود. شرکت‌های تابعه سونانگول برای پاسخ‌گویی به این نیازها راه‌اندازی شدند.

## شرکت‌های تابعه
این شرکت متشکل از سونانگول ای‌پی و چندین شرکت تابعه دیگر است، که شرکت‌های تابعه آن، اکثرأ به صورت مشارکتی، میان سونانگول با شرکت‌های نفتی دیگر راه‌اندازی شده‌اند. ذخایر نفتی کشور آنگولا؛ در حدود ۵ میلیارد بشکه تخمین زده می‌شود، که تقریبأ تمامی این ذخائر، تحت مدیریت شرکت سونانگول، اداره می‌شوند.
- اسا آنگولا : آموزشی
- کواندا : پشتیبانی لجستیکی از میدان نفتی کواندا
- ام‌اس تلکام : ارتباطات از راه دور
- سودیمو : مدیریت و مشاوره املاک و مستغلات
- سون‌ایر : صنعت نفت و گاز، همچنین خدمات حمل و نقل هوایی
- سونانگول پی&پی : اکتشاف نفت
- سوناگس : اکتشاف گاز طبیعی
- سونادایت : احداث زیرساخت
- سونامر : بازیابی نفت، حفاری چاه نفت
- سونامت : پلتفرم دریایی استخراج نفت
- سونانگول دیستری‌بیدورا : بخش پایین‌دستی محصولات نفتی از جمله پالایش و تولید بنزین و گازوئیل
- حمل‌ونقل دریایی سونانگول : حمل و نقل نفت خام بوسیله کشتی نفت‌کش
- سونانگول آمریکا : واقع در شهر هیوستون، تگزاس
- سوناشیپ : حمل و نقل دریایی نفت خام و اجاره کشتی نفت‌کش
- سوناسرف : امور تدارکات نفت در مناطق خشکی
- سوناتاید : امور تدارکات گاز در مناطق خشکی
- سوناوست : خدمات داده‌های لرزه نگاری
- سونیلز : تدارکات، پشتیبانی، خدمات لجستیکی
- سونانگول برزیل : اکتشاف نفت در کشور برزیل

## گالپ انرژیا
شرکت سونانگول یکی از سهامداران عمده شرکت پرتغالی گالپ انرژیا می‌باشد. این سهام از طریق یکی از شرکت‌های تابعه سونانگول در کشور پرتغال بنام شرکت انرژی آموریم خریداری شده‌است. در حال حاضر شرکت سونانگول به صورت غیرمستقیم، یک سوم از سهام شرکت گالپ انرژیا را در اختیار دارد.